# Nomada jamaicensis
Nomada jamaicensis är en biart som beskrevs av Cockerell 1912. Nomada jamaicensis ingår i släktet gökbin, och familjen långtungebin. Inga underarter finns listade i Catalogue of Life.